# Liga de Voleibol Superior Masculino 2001
La Liga de Voleibol Superior Masculino 2001 si è svolta nel 2001: al torneo hanno partecipato 10 franchigie portoricane e la vittoria finale è andata per la diciottesima volta ai Changos de Naranjito.

## Regolamento
La competizione vede le dieci franchigie partecipanti divise in due gruppi da cinque squadre ciascuno, quelle appartenenti allo stesso gruppo si affrontano quattro volte tra loro, mentre si incontrano per tre volte con quelle proveniente dall'altro gruppo:
- Le prime otto classificate accedono ai play-off strutturati in quarti di finali, al meglio delle cinque gare, semifinali e finale, al meglio delle sette gare.

## Squadre partecipanti[1]
| - Caribes de San Sebastián - Criollos de Caguas - Changos de Naranjito - Gigantes de Adjuntas - Leones de Ponce | - Patriotas de Lares - Plataneros de Corozal - Playeros de San Juan - Rebeldes de Moca - Vaqueros de Bayamón |

## Campionato

### Regular season

#### Classifica[1]

##### Girone A
| Pos. | Squadra                  | Pt | G  | V  | P  | SV | SP | Ratio | PF | PS | Ratio |
| ---- | ------------------------ | -- | -- | -- | -- | -- | -- | ----- | -- | -- | ----- |
| 1    | Caribes de San Sebastián | 34 | 22 | 17 | 5  |    |    |       |    |    |       |
| 2    | Patriotas de Lares       | 28 | 22 | 14 | 8  |    |    |       |    |    |       |
| 3    | Rebeldes de Moca         | 28 | 22 | 14 | 8  |    |    |       |    |    |       |
| 4    | Leones de Ponce          | 16 | 22 | 8  | 14 |    |    |       |    |    |       |
| 5    | Gigantes de Adjuntas     | 8  | 22 | 4  | 18 |    |    |       |    |    |       |

##### Girone B
| Pos. | Squadra               | Pt | G  | V  | P  | SV | SP | Ratio | PF | PS | Ratio |
| ---- | --------------------- | -- | -- | -- | -- | -- | -- | ----- | -- | -- | ----- |
| 1    | Changos de Naranjito  | 30 | 22 | 14 | 8  |    |    |       |    |    |       |
| 2    | Playeros de San Juan  | 26 | 22 | 13 | 9  |    |    |       |    |    |       |
| 3    | Criollos de Caguas    | 24 | 22 | 12 | 10 |    |    |       |    |    |       |
| 4    | Vaqueros de Bayamón   | 22 | 22 | 11 | 11 |    |    |       |    |    |       |
| 5    | Plataneros de Corozal | 12 | 22 | 3  | 19 |    |    |       |    |    |       |

| Ai play-off scudetto |

### Play-off[1]
|  | Quarti di finale | Quarti di finale         | Quarti di finale     | Quarti di finale     | Quarti di finale | Quarti di finale | Quarti di finale |                          |                      | Semifinali | Semifinali | Semifinali | Semifinali | Semifinali | Semifinali | Semifinali | Semifinali | Semifinali |  |  | Finale | Finale                   | Finale | Finale | Finale | Finale | Finale | Finale | Finale |
|  |                  |                          |                      |                      |                  |                  |                  |                          |                      |            |            |            |            |            |            |            |            |            |  |  |        |                          |        |        |        |        |        |        |        |
|  | 1                | Caribes de San Sebastián | ?                    | ?                    | 3                |                  |                  |                          |                      |            |            |            |            |            |            |            |            |            |  |  |        |                          |        |        |        |        |        |        |        |
|  | 8                | Leones de Ponce          | ?                    | ?                    | ?                |                  |                  |                          |                      |            |            |            |            |            |            |            |            |            |  |  |        |                          |        |        |        |        |        |        |        |
|  | 8                | Leones de Ponce          | ?                    | ?                    | ?                |                  | 1                | Caribes de San Sebastián | ?                    | ?          | ?          | 3          |            |            |            |            |            |            |  |  |        |                          |        |        |        |        |        |        |        |
|  |                  |                          |                      |                      |                  |                  |                  | Caribes de San Sebastián | ?                    | ?          | ?          | 3          |            |            |            |            |            |            |  |  |        |                          |        |        |        |        |        |        |        |
|  |                  | 4                        | Playeros de San Juan | ?                    | ?                | ?                | ?                |                          |                      |            |            |            |            |            |            |            |            |            |  |  |        |                          |        |        |        |        |        |        |        |
|  | 4                | 4                        | Playeros de San Juan | ?                    | ?                | ?                | ?                | Playeros de San Juan     | ?                    | ?          | 3          |            |            |            |            |            |            |            |  |  |        |                          |        |        |        |        |        |        |        |
|  | 4                |                          |                      |                      |                  |                  |                  | Playeros de San Juan     | ?                    | ?          | 3          |            |            |            |            |            |            |            |  |  |        |                          |        |        |        |        |        |        |        |
|  | 5                | Rebeldes de Moca         | ?                    | ?                    | ?                |                  |                  |                          |                      |            |            |            |            |            |            |            |            |            |  |  |        |                          |        |        |        |        |        |        |        |
|  |                  |                          |                      |                      |                  |                  |                  |                          |                      |            |            |            |            |            |            |            |            |            |  |  | 1      | Caribes de San Sebastián | ?      | ?      | ?      | ?      | ?      | ?      | ?      |
|  |                  |                          | 2                    | Changos de Naranjito | ?                | ?                | ?                | ?                        | ?                    | ?          | 3          |            |            |            |            |            |            |            |  |  |        |                          |        |        |        |        |        |        |        |
|  | 3                | Patriotas de Lares       | ?                    | ?                    | 3                |                  |                  |                          |                      |            |            |            |            |            |            |            |            |            |  |  |        |                          |        |        |        |        |        |        |        |
|  | 6                | Vaqueros de Bayamón      | ?                    | ?                    | ?                |                  |                  |                          |                      |            |            |            |            |            |            |            |            |            |  |  |        |                          |        |        |        |        |        |        |        |
|  | 6                | Vaqueros de Bayamón      | ?                    | ?                    | ?                |                  | 2                | Changos de Naranjito     | ?                    | ?          | ?          | ?          | 3          |            |            |            |            |            |  |  |        |                          |        |        |        |        |        |        |        |
|  |                  |                          |                      |                      |                  |                  |                  | Changos de Naranjito     | ?                    | ?          | ?          | ?          | 3          |            |            |            |            |            |  |  |        |                          |        |        |        |        |        |        |        |
|  |                  | 3                        | Patriotas de Lares   | ?                    | ?                | ?                | ?                | ?                        |                      |            |            |            |            |            |            |            |            |            |  |  |        |                          |        |        |        |        |        |        |        |
|  | 2                | 3                        | Patriotas de Lares   | ?                    | ?                | ?                | ?                | ?                        | Changos de Naranjito | ?          | ?          | ?          | 3          |            |            |            |            |            |  |  |        |                          |        |        |        |        |        |        |        |
|  | 2                |                          |                      |                      |                  |                  |                  |                          | Changos de Naranjito | ?          | ?          | ?          | 3          |            |            |            |            |            |  |  |        |                          |        |        |        |        |        |        |        |
|  | 7                | Criollos de Caguas       | ?                    | ?                    | ?                | ?                |                  |                          |                      |            |            |            |            |            |            |            |            |            |  |  |        |                          |        |        |        |        |        |        |        |